# Caryophyllia atlantica
Espèce
Statut CITES
Caryophyllia atlantica est une espèce de coraux appartenant à la famille des Caryophylliidae.